# Johannes Hagge
Johannes Jürgen Christian Hagge (* 4. Mai 1893 in Schleswig; † 10. Januar 1964 ebenda) war ein deutscher Politiker (CDU, später FDP).

## Leben und Beruf
Nach dem Besuch der Volksschule absolvierte Hagge, der evangelischen Glaubens war, bei der Reichsbahn eine Lehre zum Speditionskaufmann. Im Ersten Weltkrieg leistete er seinen Wehrdienst dementsprechend bei der Bahn ab. Er machte sich im Lebensmittelgroß- und -einzelhandel selbständig, war aber auch als Hotelier, Makler und Wirtschaftsberater tätig. In seinem Entnazifizierungsfragebogen gibt er an, aufgrund seiner anfänglichen Weigerung der Deutschen Arbeitsfront beizutreten, von der Stadt Schleswig und den schleswig-holsteinischen Provinzialbehörden nicht mehr als Lieferant berücksichtigt worden zu sein. Später trat er dann doch der DAF und bereits vorher auch der Nationalsozialistischen Volkswohlfahrt bei. Danker und Lehmann-Himmel charakterisieren ihn trotz dieser Mitgliedschaften in ihrer Studie über das Verhalten und die Einstellungen der Schleswig-Holsteinischen Landtagsabgeordneten und Regierungsmitglieder der Nachkriegszeit in der NS-Zeit als „oppositionell-gemeinschaftsfremd“. 1944 wurde er noch für drei Monate zur „Heimatflak“ in Schleswig herangezogen.

## Politik
Sowohl vor 1933, als auch während der NS-Zeit gehörte Hagge keiner Partei an. Er war jedoch 1918/19 Mitglied des Vollzugsrats des Arbeiter- und Soldatenrats in Goß Berlin.
Hagge war ab 1945 Stadtverordneter in Schleswig und gehörte auch dem Kreistag im Kreis Schleswig an. Von 1946 bis 1950 war Hagge Landtagsabgeordneter in Schleswig-Holstein, wo er den Wahlkreis Schleswig-Süd vertrat. 1947 stellte er einen Antrag im Landtag, mit dem eine gesetzliche Grundlage für die Wiedergutmachung nationalsozialistischen Unrechts erreicht werden sollte. 1948 wurde er Landrat im Kreis Schleswig.
Er gehörte dem Deutschen Bundestag in dessen erster Legislaturperiode (1949 bis 1953) als im Wahlkreis Schleswig – Eckernförde direkt gewählter Abgeordneter an.  Ursprünglich für die CDU gewählt, trat er am 17. Juni 1953 zur FDP über. Von 1954 bis zum 30. Juni 1957 war er erneut Mitglied des Landtags und dort stellvertretender Vorsitzender des Justizausschusses.